# Секс, шлюб, вбивство
«Секс, шлюб, вбивство» (англ. F*** Marry Kill) — американський комедійний трилер 2025 року режисера Лаури Мерфі з Люсі Гейл, Вірджинією Гарднер і Брук Невін у головних ролях. 

## Сюжет
Головна героїня Єва (Люсі Гейл) зустрічається одразу з трьома хлопцями. Наближається вирішальний момент і Єві доведеться визначити хто з цих хлопців займає яку роль у її житті. Хтось годиться лише для сексу на одну ніч, з кимось можна створити сім’ю, а когось варто було б вбити. 
В той самий час, у місті саме орудує маніяк, який вбиває своїх жертв. Стає дедалі очевиднішим, що це один із хлопців Єви й вона має знайти хто саме.

## У ролях
| Актор             | Роль   |
| ----------------- | ------ |
| Люсі Гейл         | Єва Во |
| Вірджинія Гарднер | Келлі  |
| Брук Невін        | Валері |
| ДжейР Тінако      | Ентоні |
| Джедідая Гудакр   | Кайл   |
| Самер Салем       | Норман |
| Брендан Морган    | Мітч   |

## Виробництво
Режисером фільму виступила Лора Мерфі. За сценарій відповідали Айвена Діаса та Меган Браун. Продюсери: Річард Алан Рейд, Майкл Філіп і Джейсон Морінг з BuzzFeed Inc. Основні зйомки були завершені на початку 2023 року.
Назва фільму є відсилкою до підліткової гри, де для трьох запропонованих осіб — реальних чи вигаданих — потрібно вибрати що саме ти з ними зробив би.

## Реліз
Спочатку планувалося, що «Секс, шлюб, вбивство» вийде в прокат одночасно в деяких кінотеатрах Сполучених Штатів і на відео на вимоги 6 грудня 2024 року. За кілька тижнів до виходу Lionsgate відклав внутрішній прокат фільму на 7 березня 2025 року, щоб збігтися з його міжнародними прокатами. Однак цифрові магазини та платформи PVOD не були проінформовані про цю зміну, що призвело до того, що фільм був доступний у першу дату його випуску, а потім був негайно знятий через кілька годин.